# Prinsarna i Towern

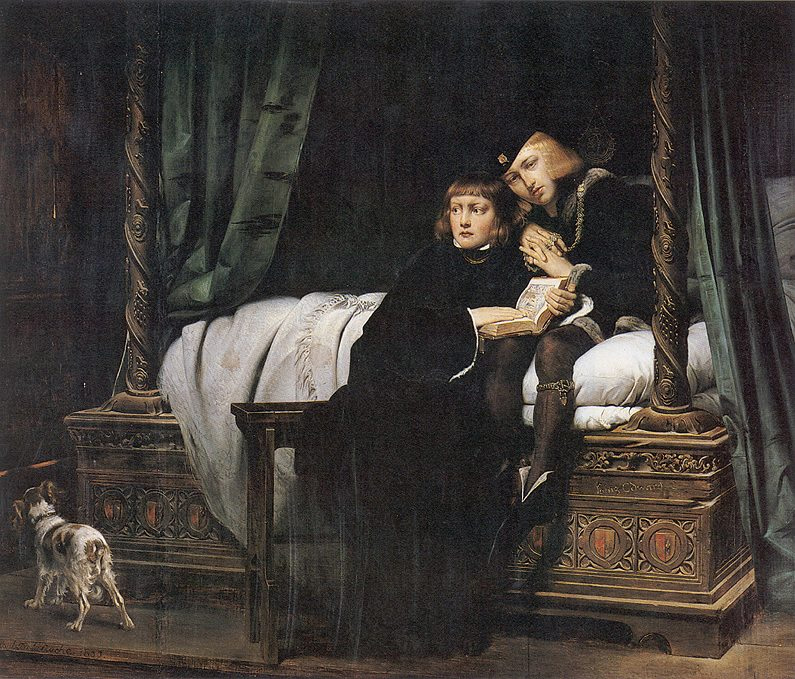
Kung Edvard V och Rikard av Shrewsbury, hertig av York i Towern av Paul Delaroche (1831).

Prinsarna i Towern, Edvard V av England, född 1470, och Rikard av Shrewsbury, hertig av York, född 1473, var två unga prinsar, söner till Edvard IV av England och Elizabeth Woodville, som av parlamentet förklarades illegitima genom Titulus Regius.
Deras farbror Rikard III av England, satte dem båda i Towern (då både palats och fängelse) 1483, och ingen vet vad som hände dem efter det, även om de antas ha mördats där. 

## Misstänkta
Rikard III hade uteslutit prinsarna från tronföljden. Hans grepp om makten var osäkert och prinsarna utgjorde ett hot så länge de var i livet. Rykten om att de var döda började spridas i början av 1484, och Rikard försökte aldrig bevisa motsatsen genom att låta dem ses offentligt. Eventuellt uppkom ryktet under Henrik VII:s regering för att legitimera hans rätt till kronan.
Hertigen av Buckingham var Rikards högra hand och sökte egen vinning genom den nye kungen. Många betraktar Buckingham som den troligaste mördaren: hans avrättning efter upproret mot Rikard i oktober 1483 kan ha inneburit att han och kungen blivit osams, eftersom Buckingham tagit på sig att göra sig av med kungens rivaler till tronen. Buckingham härstammade också från forna kungar, och efter Henrik Tudor var han den närmaste medlemmen av Huset Lancaster som kunde göra anspråk på tronen. Somliga menar att hans anspråk till och med var starkare än Henriks. 
Henrik VII var utan tvivel en hänsynslös man, som efter sitt trontillträde sökte juridiska möjligheter att avrätta rivaler till tronen. Han var gift med prinsarnas äldre syster, Elizabeth av York, för att stärka sitt grepp om tronen, men hennes arvsrätt vilade på att båda hennes bröder redan var döda. Realistiskt sett hade Henrik ingen möjlighet att mörda prinsarna förrän efter sitt trontillträde 1485, men det har föreslagits att Buckingham, om han var den skyldige, snarare agerade å Henriks vägnar än Rikards.  
John Howard, senare hertig av Norfolk, gjorde anspråk på Mowbrayegendomarna. Han var ansvarig för Towern den natt som prinsarna antas ha försvunnit därifrån. Han hade både möjlighet och motiv. Rikard av Shrewsbury var även hertig av Norfolk genom sin avlidna barnbrud Anne, dotter till den siste Mowbrayhertigen.

## Bevis för ryktena
Croyland Chronicle, Dominic Mancini och Philippe de Commines framhåller alla att ryktena om prinsarnas död förekom i England i slutet av 1483. I sin sammanställning över 1483 års händelser menar Commines, att Rikard var ansvarig för prinsarnas död. De andra två källorna nämner inget om vem som bar skulden. Bara Mancinis redogörelse, skriven 1483 kan ses som sant samtida; de andra skrevs mellan tre och sju år senare. I Great Chronicle, som sammanställdes 30 år senare från samtida källor i London, står att ryktena om prinsarnas död inte började spridas förrän efter påsken 1484. Historiker har spekulerat, med tanke på dessa samtida källor, om ryktet om att prinsarna hade mördats avsiktligt kan ha spridits i England, för att ha ett skäl för försöket att gripa tronen som Henrik Tudor och Buckingham gjorde i oktober 1483. Om prinsarna inte redan var döda i slutet av 1483, kan Buckingham inte vara den skyldige för mordet, eftersom han avrättades 21 november 1483. 
Sir James Tyrrell, en av Rikard III:s lojala tjänare, som skall ha bekänt att han hade mördat prinsarna, har alltid betraktats med skepsis. Det nämns av tudorkällor (som alltid måste betraktas med försiktighet) att det skall ha ägt rum 1502, under tortyr. En bekännelse under tortyr skulle idag aldrig betraktas som trovärdig, och Tyrrell kunde inte säga var prinsarnas kroppar fanns.
År 1674 byggdes Towern om och några arbetare hittade en låda med två små människoskelett. De slängde den på sophögen, men efter några dagar eller veckor kom någon på att det kunde vara kvarlevorna efter de båda prinsarna och man samlade ihop benen och lade dem i en urna som Karl II placerade i Westminster Abbey. 1933 undersöktes skeletten, men de var inte möjliga att könsbestämma, men om det var prinsarna hade de dött före Slaget vid Bosworth Field. (Ett skelett var större än det andra, och många av benen saknades, däribland det mindre käkbenet och alla tänderna från det större.)

## Skyldig eller icke skyldig?
- Boken En gammal skandal (av Josephine Tey, 1959, ISBN 91-7448-493-1) undersöker i detektivromanens spännande form bevisen för och emot Rikards skuld.
- Den 4 november 1984 sände den engelska TV-kanalen Channel 4 ett fyratimmars program, The Trial of Richard III; producent var Richard Drewett, ISBN 0-86299-198-6. Programmet var mycket realistiskt upplagt som en brittisk rättegång i "Old Bailey" med domare, advokater, expertvittnen och lekmannajury. Inga av dessa var skådespelare utan spelade sig själva. Den åtalade kunde inte närvara. Jurymedlemmarna fick inte vara alltför pålästa i förväg, utan bedömde fallet utifrån de fakta som presenterades.